# Coloma (gossa)
Coloma (1992-2006) era una gossa, considerada la millor en les competicions de gossos pastors del Pirineu. Va esdevenir popular més enllà d'aquest àmbit, amb expressions com ara Jau, Coloma, jau! que li proferia el seu cuidador, Jordi Muxach de l'Estartit, en els concursos que eren emesos per televisió.
Va romandre en actiu al llarg dels anys 90. A la seua retirada el 1999 a Castellar de n'Hug, havia guanyat fins a trenta-dos campionats de gossos pastors, incloent sis cops el de Catalunya, dos el d'Espanya i tres el de gossos Border Collie.
Coloma va tindre nou fills; alguns dels seus descendents també han destacat en concursos de gossos pastors, com ara les seues netes Blanca o Nina, cuidades també per Muxach.